# School's Out (canção)
"School's Out" é uma canção de Alice Cooper lançada no álbum School's Out, de 1972. A canção foi um grande sucesso, chegando à 7.ª posição da Billboard Hot 100 e ao topo da UK Singles Chart.
Em 2015, foi adicionada ao Hall da Fama do Grammy.